# مخطط سميث

مخطط سميث للممانعات)

مخطط سميث ، أداة بيانية اخترعها فيليب سميث (1905-1987)، وهي أداة مصممة لتسهيل عمل مهندسي الكهرباء والإلكترونيات المتخصصين في الترددات الراديوية (RF) لمساعدتهم في حل المشاكل مع خطوط النقل ومطابقة الدوائر. وقد زاد استخدام مخطط سميث بشكل مطرد على مدى سنوات، ولا تزال تستخدم على نطاق واسع حتى اليوم، ويمكن أن يعزى ذلك لأن إستخدامها أسهل من استخدام جداول المعادلات .

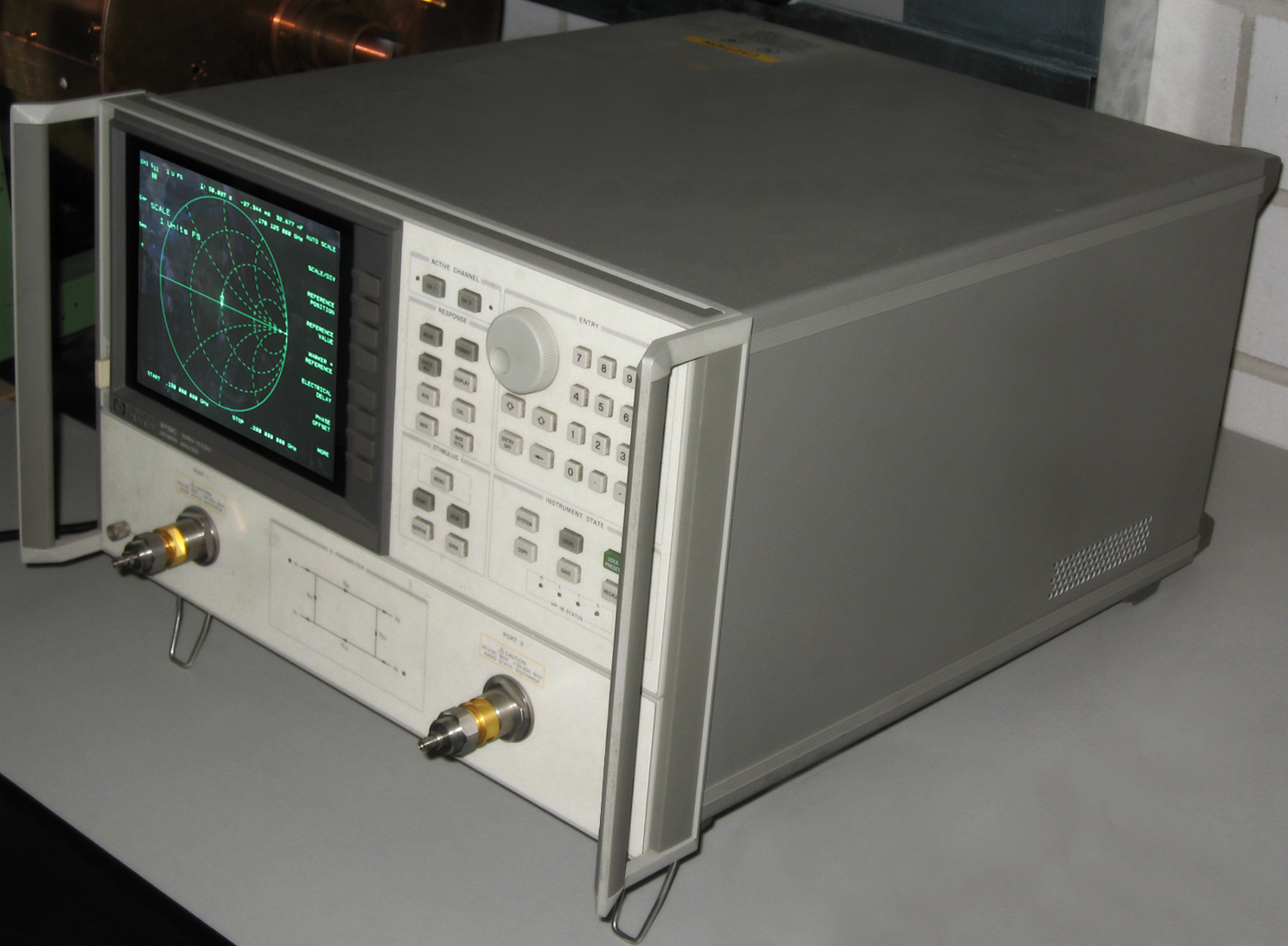
محلل ألي للشبكات يظهر مخطط سميث

## نظرة عامة
يستخدم مخطط سميث لتحديد معملات خطوط النقل كالممانعة والناقلية، حيث يتم رسم مخطط سميث في الساحة العقدية في بعدين ويتم قياس ممانعة التوصيل (الأكثر شيوعا)، أو ممانعة والسماحية .
للحصول على الاستفادة من مخطط سميث وتفسير النتائج باستخدام أنه يتطلب فهما جيدا لنظرية الدارات الكهربائية وكذلك نظرية خطوط النقل AC وكلاهما الشروط المسبقة لمهندسي الأمواج الميكروية RF.

## رياضيات مخطط سميث
لابد من معرفة الأدوات الرياضية اللازمة لفهم مخطط سميث أولا، فمخطط سميث يستخدم لدراسة ممانعة خطوط النقل في الاتصالات والتطبيقات الراديوية، الممانعة هنا تشمل ممانعة حقيقية وهي مشابهة للمقاومة الكهربائية المعرفة، وقسم تخلي يعبر عادة عن مقدار ضياع الإشارة .
خط نقل مع ممانعة عقدية موافقة، {\displaystyle Z_{0}\,} يمكن بشكل عام ان يملك قبولية {\displaystyle Y_{0}\,} معطاة بالعلاقة التالية
{\displaystyle Y_{0}={\frac {1}{Z_{0}}}\,}
يعبر عن الممانعة بواحدة هي الأوم فتكون السماحية معطاة بمقلوب الأوم، حيث {\displaystyle Z_{0}\,} ممانعة عيارية مميزة لخط النقل، وهي مختلفة عن الممانعة النهائية لخط النفل {\displaystyle Z_{T}\,} ويمكن بعد ذلك تعريف مقدار عديم الواحدة يرمز له بحرف صغير ويعبر عن مقدار الممانعة التي تتعرض له الإشارة عند نقلها بخط النقل المدروس، حيث تختلف القيمة المطلقة لها باختلاف قيمة الإشارة المنقولة
{\displaystyle z_{T}={\frac {Z_{T}}{Z_{0}}}\,}
فتكون السماحية النسبية معبر عنها بالعلاقة
{\displaystyle y_{T}={\frac {Y_{T}}{Y_{0}}}\,}

## وصلات خارجية
- Mathematical Construction and Properties of the Smith Chart
- Smith Chart and Impedance Matching Tutorial with Examples
- The Mizuhashi-Smith Chart
- Excel Smith Chart نسخة محفوظة 6 مايو 2022 على موقع واي باك مشين.. Non-commercial, interactive Smith Chart that looks best in Excel 2007+
- 3D Smith chart tool (java required). Non-commercial generalized tool for active and passive circuits
- SimSmith. Non-commercial, available for Windows, Mac, and Linux. Many Smith chart tutorial videos. No circuit size restrictions. Not limited to ladder circuits.
- Smith v3.xx. Commercial and free Smith chart for Windows
- QuickSmith. Free web based Smith Chart Educational tool available on Github.